# Peter Bone
Peter William Bone, né le 19 octobre 1952, est un homme politique britannique.
Il est suspendu six semaines à partir du 25 novembre 2023 de la Chambre des communes pour avoir « commis de nombreux actes d'intimidation et un acte d'inconduite sexuelle ». 
Selon les conclusions des experts du Parlement, Peter Bone a « rabaissé, ridiculisé, abusé et humilié verbalement » son ancien collaborateur parlementaire, l'a « frappé à plusieurs reprises », et s'est exhibé devant lui dans la salle de bain d'une chambre d'hôtel lors d'un voyage de travail à Madrid.